# Spirobolus multiforus
Spirobolus multiforus är en mångfotingart som beskrevs av Karsch 1881. Spirobolus multiforus ingår i släktet Spirobolus och familjen Spirobolidae. Inga underarter finns listade i Catalogue of Life.